# Усенко Матвій Олексійович
Матвій Олексійович Усенко (нар. 9 серпня 1898 — пом. 12 травня 1943) — радянський військовик, учасник німецько-радянської війни, генерал-майор.

## Біографія
Народився 9 серпня 1898 року в селі Пришибі (нині Слов'яносербського району Луганської області). Українець.
У Російській імператорській армії з лютого 1917 року. Служив рядовим в 4-му уланському Харківському запасному полку в місті Острогозьку, в боях Першої світової війни участі не брав. У липні 1917 року дезертирував з полку. Учасник Громадянської війни в Росії з листопада 1917 року, був бійцем в складі Червоногвардійського Луганського загону, в складі якого брав участь в боях проти військ Центральної Ради, потім бився з військами генерала П. М. Краснова і німецькими частинами. У Червоній Армії з травня 1918 року. Воював на Південному фронті проти військ генералів А. І. Денікіна і П. М. Врангеля, а також збройними формуваннями Н. І. Махна в Україні, червоноармієць, командир відділення і взводу 12-го партизанського полку 4-ї партизанської стрілецької дивізії, командир ескадрону 1-го кавалерійського полку 42-ї стрілецької дивізії. В боях на Перекопському перешийку був поранений. За відмінності в боях нагороджений двома орденами Червоного Прапора (накази реввоєнради № 57 від 1921 року і № 116 від 7 травня 1922 року). У період з 1921 по 1926 рік проходив службу в 9-й Кримській кавалерійській дивізії, командир ескадрону 50-го кавалерійського полку, помічник командира ескадрону 52-го і 51-го кавалерійських полків, командир взводу, знову помічник командира і командир ескадрону 50-го кавалерійського полку. У липні 1921 року — вересні 1922 року командиром ескадрону брав участь в боях з загонами Ю. Тютюнника, А. Волинця, А. Левченка, Каменюки та іншими.
У 1924 році закінчив курси удосконалення комскладу при 2-му кавалерійському корпусі у Умані. З 1926 року перебував на навчанні на Червонопрапорних кавалерійських курсах вдосконалення командного складу РСЧА в місті Новочеркаську, після закінчення яких залишений служити там же на посаді інструктора 1-го розряду і тимчасово виконувача обов'язків командира кавалерійського ескадрону. З жовтня 1928 року навчався у Військово-політичної академії РСЧА в Ленінграді, яку закінчив в 1929 році, потім навчався у Військовій академії РСЧА імені М. В. Фрунзе, яку закінчив у травні 1932 року. Після закінчення призначений заступником начальника відділу бойової підготовки штабу Московського військового округу. З 13 лютого 1933 року — командир і комісар 63-го кавалерійського полку імені Будьоного 1-ї окремої особливої кавалерійської бригади імені Й. В. Сталіна, а з липня 1935 року — помічник командира Окремої особливої кавалерійської дивізії імені Й. В. Сталіна, з липня 1937 року — виконувач обов'язків командира цієї дивізії. З липня 1938 року — інспектор кавалерії Далекосхідного фронту, з жовтня 1938 року — командир 31-ї кавалерійської дивізії у складі 1-ї Окремої Червонопрапорної армії. На цій посаді в 1938 році брав участь в боях на озері Хасан. З грудня 1939 року — слухач Академії Генштабу РСЧА, яку закінчив у 1941 році. Генерал-майор з 4 червня 1940 року.
На початку радянсько-німецької війни з 23 червня 1941 року генерал-майор М. О. Усенко — командир 1-го повітряно-десантного корпусу. У складі 5-ї армії Південно-Західного фронту корпус брав участь у прикордонних битвах, потім у Київській оборонній операції. З 19 вересня по 8 жовтня 1941 року частини корпусу вели бої в оточенні. 23 вересня М. О. Усенко був поранений в районі села П'ятигоровці. Вийшов з оточення з групою бійців і командирів (близько 200 чололовік), Потім був призначений заступником командувача 26-ю армією Південно-Західного фронту. З грудня 1941 року генерал-майор М. О. Усенко командир 2-го кавалерійського корпусу на Південному фронті. Корпус, не закінчивши формування, перейшов у наступ, оволодів Александрополем і рядом інших населених пунктів, однак через відсутність взаємодії з сусідами, підтримки авіації і танків не зумів утримати займані позиції, втративши при цьому вбитими понад 5 тисяч чоловік, 13 танків, 109 гармат і мінометів. За це в квітні 1942 року Військовим трибуналом Південного фронту М. О. Усенко був засуджений до 10 років виправно-трудових робіт без поразки в правах з відстрочкою виконання покарання до закінчення бойових дій, а наказом народного комісара оборони від 16 травня 1942 року — знижений у військовому званні до полковника. З квітня 1942 року командував 226-ю, а з серпня — 76-ю стрілецькими дивізіями, які вели бойові дії у складі 21-ї армії Південно-Західного фронту. З грудня того ж року перебував у розпорядженні командувача військами Донського фронту, потім був призначений командиром 343-ї стрілецької дивізії 66-ї армії. За мужність, проявлену в боях з противником, наказом народного комісара оборони СРСР № 65 від 2 травня 1943 року пункт вироку Військового трибуналу про позбавлення військового звання «генерал-майор», був скасований.
12 травня 1943 М. О. Усенко загинув у бою, підірвався на міні. Похований у Центральному парку міста Боброва Воронезької області.